# Rivière aux Pins (lac Saint-Joseph)
Pour les articles homonymes, voir Pin, Les Pins (homonymie) et Rivière aux Pins.
La rivière aux Pins est un cours d'eau coulant dans plusieurs municipalités dans la municipalité régionale de comté (MRC) de La Jacques-Cartier, dans la région administrative de la Capitale-Nationale, dans la province de Québec, au Canada. Les municipalités traversées par cette rivière de 32,7 km (mesuré par le courant), sont Saint-Gabriel-de-Valcartier (18,9 km), Shannon (11,0 km) et Fossambault-sur-le-Lac (2,8 km).
La partie inférieure de la vallée de la rivière aux Pins est surtout desservie par la route de Duchesnay et la rue de Kilkenny (rive ouest). Le reste de cette rivière est desservi par diverses routes forestières secondaires.
La foresterie constitue la principale activité économique du secteur ; les activités récréotouristiques, en second. Situé au nord-ouest de la ville de Québec, le Lac Saint-Joseph est un site très fréquenté pour les activités récréotouristiques dont la villégiature.
La surface de la rivière aux Pins (sauf les zones de rapides) est généralement gelée de début décembre à fin mars ; la circulation sécuritaire sur la glace se fait généralement de fin décembre à début mars. Le niveau de l'eau de la rivière varie selon les saisons et les précipitations ; la crue printanière survient en mars ou avril.

## Géographie
La rivière aux Pins tire sa source principale du Lac Tantaré (453 m d'altitude) dans la municipalité de Saint-Gabriel-de-Valcartier. Ce lac comporte trois sections qui s'alimentent de la décharge du Lac Belle Truite et de ruisseaux montagneux dont le plus haut sommet atteint 722 m. Dans cette zone le bassin versant de la Cassian est situé voisin du côté est de la "rivière aux Pins" ; tandis que le "Ruisseau à la Martre" est situé du côté ouest.
Entouré de hautes montagnes, le lac Tantaré est un milieu sauvage et montagneux difficile d'accès, situé dans le territoire de la base des Forces canadiennes de Valcartier. Son embouchure est situé du côté sud de la pointe ouest du lac, se déversent dans la rivière aux Pins, dont il constitue le lac de tête.
Parcours dans Saint-Gabriel-de-Valcartier
Les eaux descendant à priori vers le sud sur 3,6 km (mesuré par le courant) dans une petite vallée entourée de montagnes, jusqu'à l'embouchure du lac de la Rivière-aux-Pins lequel s'alimente des lacs Furiani (542 m d'altitude), Potenza (391 m), Cesena (347 m) et Reggio (345 m). Puis les eaux descendent vers le sud-est sur 4,1 km (le long de la route forestière) (en passant à 1,2 km de la tour de garde-feu situé au sommet (altitude de 607 m) de la montagne du Lac San-Angelo (altitude de 369 m) jusqu'à l'embouchure (altitude de 217 m) de la Petite rivière aux Pins (longue de 5,9 km), laquelle descend du nord. La Petite rivière aux Pins prend sa source au Lac Michel (408 m d'altitude) situé à 0,9 km au sud du Lac Tantaré. La "Petite rivière aux Pins" est le plus important affluent de la rive gauche de la "Rivière aux Pins".
Le parcours de la rivière aux Pins continue sur 4,1 km vers le sud-ouest jusqu'à la décharge (altitude de 188 m) du lac San-Angelo. La rivière traverse alors la "Plaine de Sangro" située dans une large vallée entourée de montagnes dont un sommet de 419 m. au nord-ouest et un autre de 358 m d'altitude à l'est. Puis la rivière prend la forme de serpentins sur 2,1 km vers le sud-ouest jusqu'à l'embouchure d'une décharge d'un petit lac montagneux (318 m d'altitude).
De là, la rivière aux Pins continue sa descente sur 5,0 km jusqu'au pont de la route forestière et 1,6 km jusqu'à la limite de la municipalité de Saint-Gabriel-de-Valcartier et de Shannon.
Parcours dans Shannon
À partir de cette limite municipale, la rivière parcourt un segment de 1,6 vers l'ouest dans Shannon jusqu'à l'embouchure de la rivière de la Somme dont les eaux proviennent du nord-ouest à partir des lacs "Grande Ligne", Martin et Noir. Puis la rivière se dirige vers le sud-est sur 4,4 km et elle bifurque vers le sud-ouest pour parcourir un segment de 5,0 km jusqu'à la limite de Fossambault-sur-le-Lac. Dans ce dernier segment, la rivière passe entre le mont Casa-Berardi (au sud) (388 m d'altitude) et le mont Sorrel (au nord) (378 m d'altitude).
Parcours dans Fossambault-sur-le-lac
La distance est de 1,5 km, entre la limite nord-est de Shannon et le pont de la route de Fossambault/chemin Thomas-Maher ; toutefois, ce segment comporte 0,8 km servant de limite commune entre les deux municipalités. Après ce pont, la rivière parcourt un dernier segment de 1,3 km vers le sud-ouest jusqu'à son embouchure sur la rive est du Lac Saint-Joseph (La Jacques-Cartier) dans la municipalité de Fossambault-sur-le-Lac,
À partir de cette confluence, le courant coule sur :
- 3,9 km vers le sud en traversant le lac Saint-Joseph jusqu'au barrage à l'embouchure ;
- 4,8 km en suivant le cours de la rivière Ontaritzi ;
- 15,4 km en suivant le cours de la rivière Jacques-Cartier, jusqu'à la rive nord-ouest du fleuve Saint-Laurent[4].

## Toponymie
Les diverses espèces de pin sont un conifère commun de l'est du Canada. Les pins servaient de bois de chauffage, de matériaux de construction ou de fabrication de meubles. Ce bois mou est facile à scier, à perforer ou à varloper. Le terme "pin" est souvent utilisé dans les toponymes en usage sur le territoire du Québec.
Le toponyme "Rivière aux Pins" a été officialisé le 5 décembre 1968 à la Banque des noms de lieux de la Commission de toponymie du Québec